# Sparassocynus heterotopicus
Sparassocynus heterotopicus — викопний вид сумчастих ссавців родини опосумових (Didelphidae), що існував в Південній Америці у ранньому пліоцені (5,3-4,0 млн років тому). Скам'янілі рештки ссавця знайдені в Болівії. Описаний з решток верхньої щелепи з зубами..